# Achilles Fahrrad- und Motorfahrzeugfabrik

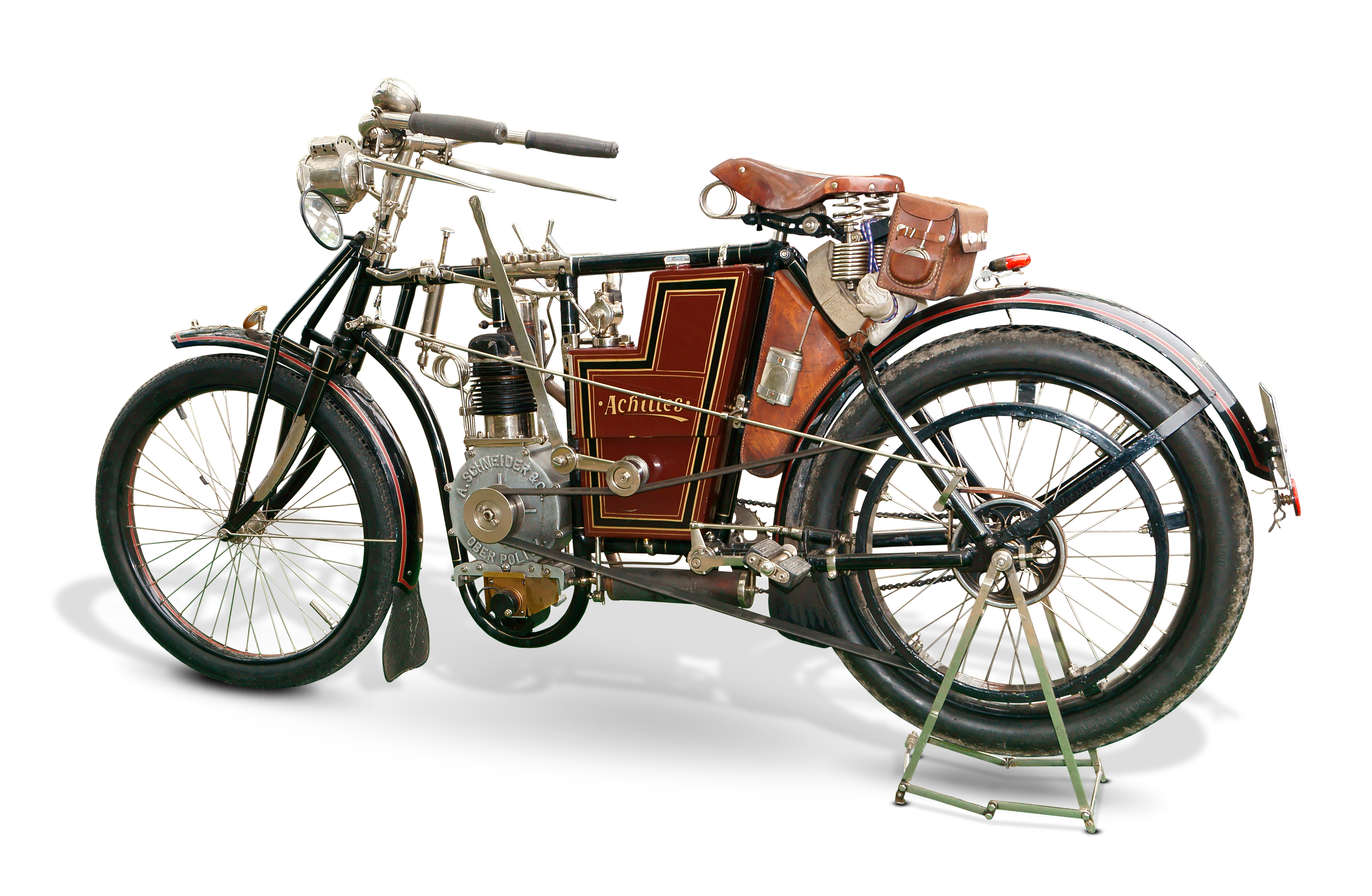
Achilles T5, angeblich Baujahr 1901

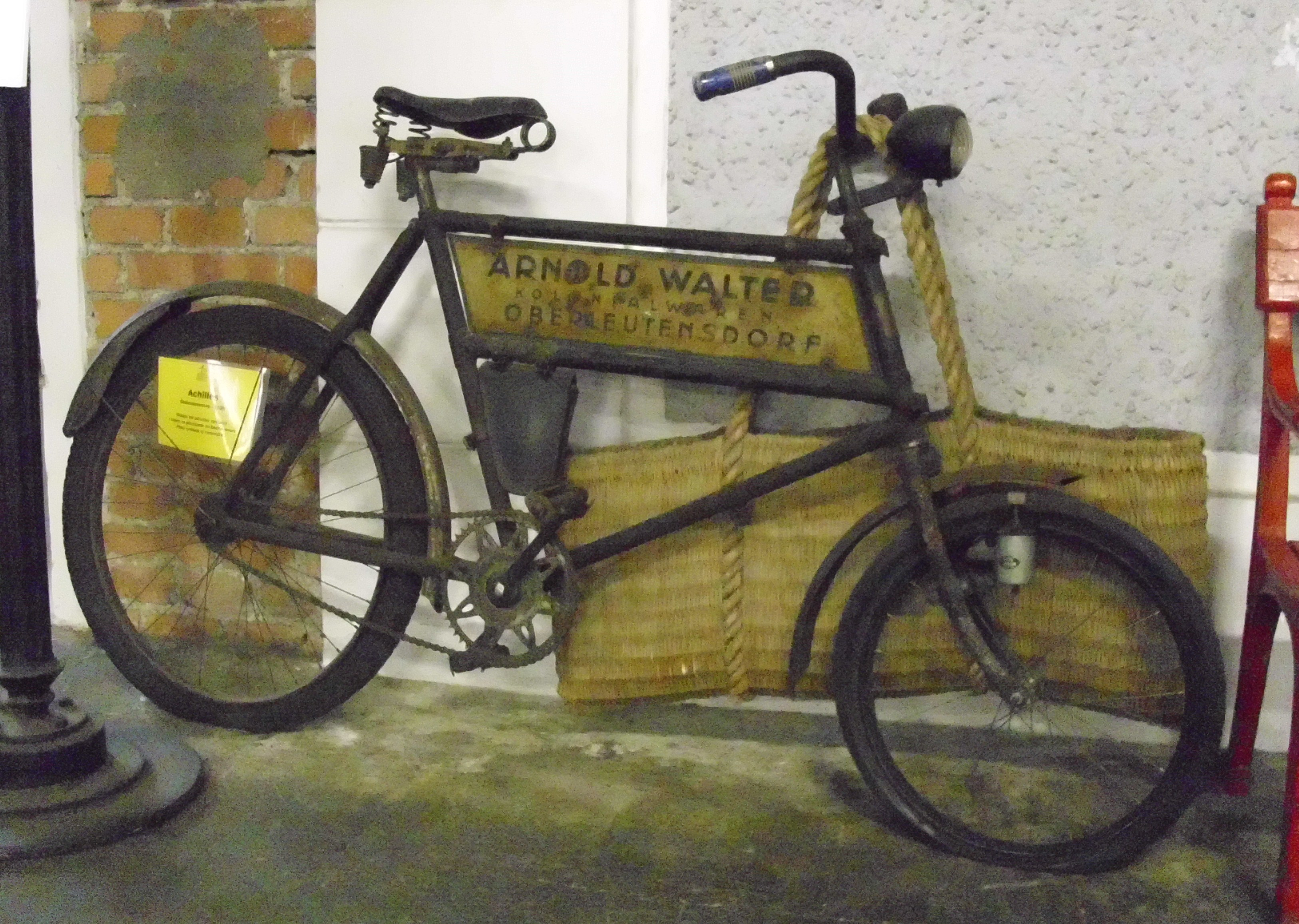
Lastenfahrrad aus den 1920er Jahren. Der vordere Korb für die Lasten fehlt.

Die Achilles Fahrrad- und Motorfahrzeugfabrik A. Schneider & Co. war ein Hersteller von Fahrrädern, Motorrädern und Automobilen aus Österreich-Ungarn, später Tschechoslowakei.

## Unternehmensgeschichte
Das Unternehmen aus Horní Police wurde 1894 gegründet. Zwischen 1906 und 1912 entstanden unter Leitung von A. Schneider und W. John Automobile. Der Markenname lautete Achilles. Ebenfalls 1906 begann die Motorradproduktion. Nach dem Ersten Weltkrieg leitete Schneiders Schwiegersohn Ernst Weikert das Werk. Nun entstanden Fahrräder, Mofas und Motorräder. Zeitweise arbeiteten 2.400 Mitarbeiter für das Unternehmen. Erst im Zweiten Weltkrieg endete die Fahrradproduktion. 1946 wurden die Besitzer enteignet, die daraufhin nach Deutschland wechselten und später die Achilles-Werke West GmbH gründeten. Siehe hierzu auch Achilles-Sport.

## Fahrzeuge
Die Motorräder waren wahlweise mit Einzylindermotoren oder mit V2-Motoren ausgestattet, die von den Fafnir-Werken zugeliefert wurden.